# Wolfgang Schüler (Autor)
Wolfgang Schüler (* 1939 in Wiesbaden) ist ein deutscher katholischer Traditionalist und Autor.

## Leben
Wolfgang Schüler legte nach abgeschlossener Berufsausbildung 1964 das externe Abitur ab. Das Studium der Mathematik, Physik und Philosophie an den Universitäten Frankfurt am Main und München beendete er 1972 mit dem ersten Staatsexamen. Nach dem zweiten Staatsexamen unterrichtete er über dreißig Jahre Mathematik, Physik und Philosophie am Abendgymnasium in Wiesbaden. 1981 erfolgte die Promotion in Philosophie an der Universität München bei Reinhard Lauth.

## Milch-Anhänger
Schüler ist Mitglied der katholisch-traditionalistischen Vereinigung Actio Spes Unica des hessischen Pfarrers Hans Milch, die das Zweite Vatikanische Konzil ablehnt. Er hat eine zweibändige Biographie des Vereinsgründers verfasst, der 1987 von einem Geistesgestörten ermordet wurde, und im Sarto-Verlag des deutschen Distrikts der Priesterbruderschaft St. Pius X. veröffentlicht. Praktisch alle seine Veröffentlichungen kreisen um die Ablehnung der auf dem Zweiten Vatikanischen Konzil basierenden Entwicklungen der vergangenen Jahrzehnte in der römisch-katholischen Kirche. Wie Hans Milch und der Gründer der Piusbruderschaft, der exkommunizierte französische Erzbischof Marcel Lefebvre, erkennt Schüler in den Lehren des Konzils einen Widerspruch zum traditionellen Absolutheitsanspruch der katholischen Kirche und eine Abkehr vom „ewigen Rom“, deren Mitvollzug sich die Anhänger der Actio Spes Unica verweigern.

## Schriften (Auswahl)
- Grundlegungen der Mathematik in transzendentaler Kritik. Frege und Hilbert (= Schriften zur Transzendentalphilosophie. Band 3). Meiner, Hamburg 1983, ISBN 3-7873-0556-4, (zugleich Dissertation, München 1981).
- Der Gegensatz zwischen dem traditionellen Selbstverständnis der Kirche Gottes und ihrem Selbstverständnis gemäß der Lehre des Zweiten Vatikanums. Erweiterte Fassung eines Vortrags, den der Autor am Spes-Unica-Sonntag, dem 29. September 1996, im Eltzer Hof zu Mainz gehalten hat. Actio Spes Unica, Hattersheim 1996, OCLC 75881545.
- Pfarrer Hans Milch. Eine große Stimme des katholischen Glaubens. Mit einer Kritik am Zweiten Vatikanischen Konzil. Actio Spes Unica, Hattersheim 2005, ISBN 3-934692-20-6.
- Benedikt XVI. und das Selbstverständnis der katholischen Kirche. Eine Analyse seiner Verlautbarungen zur Subsistit-in-Lehre. Actio Spes Unica, Hattersheim 2008, ISBN 978-3-00-024052-2.
- Glaubenswahrheit und Abkommensfrage. Actio Spes Unica, Hattersheim 2009, OCLC 458721471.
  - Glaubenswahrheit und Abkommensfrage. 2., aktualisierte und erweiterte Ausgabe, Actio Spes Unica, Hattersheim 2009, DNB 99851912X.
- Zweites Vatikanisches Konzil. Segen oder Fluch? Ein dramatisches Hörspiel. Sarto Verlag, Bobingen 2011, ISBN 978-3-932691-90-4.
  - Zweites Vatikanisches Konzil. Segen oder Fluch? Ein dramatisches Hörspiel. 2., aktualisierte und erweiterte Ausgabe, Actio Spes Unica, Hattersheim 2011, ISBN 978-3-00-033821-2.
- Religionsfreiheit contra Gottesrecht? Gibt es für die Konzilserklärung Dignitatis humanae eine Hermeneutik der Reform in Kontinuität mit der überlieferten Lehre der Kirche? (= Civitas. Sonderheft 5). Civitas-Institut, Heusenstamm 2012, OCLC 801788166.
- Die Elemente-Ekklesiologie. Wie das II. Vatikanum die Identität der Kirche Jesu Christi mit der Römischen Kirche aufhebt. Sarto Verlag, Bobingen 2015, ISBN 978-3-943858-63-1.
- Die Doppel-Synode von Papst Franziskus. Relativiert Rom die Ehemoral der Kirche? Sarto Verlag, Bobingen 2016, ISBN 3-943858-78-2.